# Звёздная война

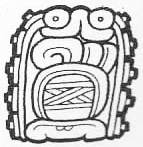
Глиф из иероглифической лестницы из Наранхо (631 г.)

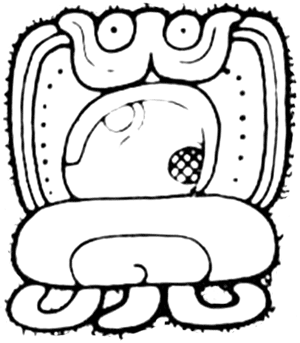
Глиф из монумента 6 из Тортугеро (669 г.)

Звёздная война — название ряда конфликтов между государствами цивилизации майя в первом тысячелетии н. э. Этот термин происходит от особого типа глифа, используемого в письме майя, который изображает звезду, омывающую землю жидкими каплями, или звезду над раковиной. Он представляет собой глагол, но его фонематическое значение и конкретное значение ещё не расшифрованы. Название «звездная война» было придумано эпиграфом Линдой Шеле для обозначения глифа и, в более широком смысле, типа конфликта, на который он указывает.
Этим глифом описывалась крупная война, которая окончилась поражением для одного государства.
Проигрыш в звёздной войне может стать катастрофой для проигравшей стороны. Первая известная звёздная война состоялась в 562 году между царствами Канту и Мутуль, которая окончилась к 120-летнему перерыву в развитии последнего.

## Список
Ряд звёздных войн записан в надписях майя, датируемых между 562 и 781 годами.
| Дата (Григорианский календарь) | Дата (календарь майя) | Победители    | Проигравшие             |
| ------------------------------ | --------------------- | ------------- | ----------------------- |
| 29 апреля 562 год              | 9.6.8.4.2             | Канту, Кануль | Мутуль                  |
| 25 декабря 631                 | 9.9.18.16.3           | Канту, Кануль | Сааль                   |
| 2 марта 636                    | 9.10.3.2.12           | Канту         | Сааль                   |
| 2 июня 644                     | 9.10.11.9.6           | Тортугеро     | неназванное государство |
| 10 января 670                  | 9.11.17.8.19          | Южный Мутуль  | Мутуль                  |
| 29 июня 672                    | 9.12.0.0.0            | Баакуль       | неназванное государство |
| 9 декабря 672                  | 9.12.0.8.3            | Мутуль        | Южный Мутуль            |
| 21 декабря 677                 | 9.12.5.10.1           | Ла-Корона     | Мутуль                  |
| 29 февраля 680                 | 9.12.7.14.1           | Сааль         | Канту                   |
| 30 мая 705                     | 9.13.13.7.2           | Южный Мутуль  | Мутуль                  |
| 28 августа 711                 | 9.13.19.13.3          | Попо          | Баакуль                 |
| 1 декабря 735                  | 9.15.4.6.4            | Южный Мутуль  | Сейбаль                 |
| 31 марта 781                   | 9.17.10.6.1           | Йокиб         | неназванное государство |